# Francisco Rovira Beleta
Francisco de Asís Rovira Beleta (Barcelona, 25 de septiembre de 1912-ib, 23 de junio de 1999) fue un director de cine, productor y guionista español, autor de numerosas películas. Fue sobrino del industrial y político Josep Rovira i Bruguera.

## Biografía

### Juventud y formación
Estudió en las Escuelas Pías de Barcelona y, ya cursando Arquitectura en la Escuela Técnica Superior de Arquitectura de Barcelona, comenzó a realizar cine amateur estimulado por su tío, el arquitecto Enric Mora i Gosch, quien posteriormente rodaría el making-of de algunas de sus películas.
Durante la Guerra Civil (1936-1939), viajó por Europa con su madre y sus hermanos, estableciéndose primero en Francia y luego en Italia, donde la sociedad de su padre, fallecido prematuramente en 1920, mantenía intereses comerciales. 
En 1939, tras una primera estancia en Sevilla, regresó con su familia a la Ciudad Condal, donde retomaría los estudios superiores interrumpidos por la guerra, para en 1942 licenciarse en Derecho por la Universidad de Barcelona, decidiendo entonces dedicarse profesionalmente al cine.

### Carrera cinematográfica
En 1948 rodó su primer largometraje, 12 horas de vida, seguido de 39 cartas de amor en 1949 y Luna de sangre en 1950. 
En 1953, un año después de fallecer su madre, dirigió la primera película de su particular trilogía de cine negro, Hay un camino a la derecha, protagonizada por Francisco Rabal en una de sus primeras mejores interpretaciones, a la que siguieron El expreso de Andalucía, de 1956, y Los atracadores, de 1961, habiendo también dirigido Once pares de botas en 1954, Familia provisional en 1955, Historias de la feria en 1957 y Altas variedades en 1960. También de 1953 es el cortometraje documental El lago de los cisnes, en el que experimentó con las tres dimensiones y el color (Cinefotocolor) filmando a la compañía de ballet que representaba en El Liceu de Barcelona El lago de los cisnes de Tchaikovsky, el International Ballet (Londres), de Mona Inglesby. 
En 1963 fundó su propia productora, con la que produjo el mismo año, sobre un argumento de Alfredo Mañas basado en su obra teatral La historia de los tarantos, la película Los Tarantos, cuya dirección le valió su reconocimiento internacional como director. La película, ambientada en Barcelona y representada por un reparto de célebres intérpretes de flamenco como Carmen Amaya, en el papel de la Taranta, Antonio Gades, en el de Moji, o Sara Lezana, en el de Juana, fue nominada a los premios Óscar en la categoría Óscar a la mejor película de habla no inglesa, compitiendo con 8½ de Federico Fellini.
En 1965 dirigió y coprodujo La dama del alba, sobre la obra teatral homónima de Alejandro Casona (La dama del alba, 1944), dedicándole también este año la Cinémathèque de París un ciclo. 
En 1967, cuatro años después de su primera candidatura a los Óscar, repitió la misma nominación a que fue candidata Los Tarantos, ahora con la película El amor brujo, también producida por él, siendo el primer director de cine dos veces nominado a esta candidatura en España. 
En 1970 realizó, juntó con Joaquim Jordà como coguionista, La larga agonía de los peces fuera del agua (La llarga agonia dels peixos fora de l'aigua, en catalán), basada en la novela de Aurora Bertrana Vent de grop (1967), ambientada en Ibiza, Formentera, Londres, Isla de Wight y Cannes y protagonizada por Joan Manuel Serrat. 
Entre 1972 y 1985 dirigió sus últimos largometrajes: No encontré rosas para mi madre, de 1972, interpretada por Gina Lollobrigida o Danielle Darrieux; La espada negra, de 1976; y Crónica sentimental en rojo, de 1985, originalmente producida para televisión, pero finalmente estrenada en salas de cine. 
Fue cofundador y primer presidente del Colegio de Directores de Cine de Cataluña (1986). En 1987, recibió el Premio Extraordinario de Cinematografía de la Generalidad de Cataluña. En 1990, fue elegido académico de honor de la Real Academia Catalana de Bellas Artes de San Jorge. En 1994, le fue concedida la Medalla de Oro al Mérito en las Bellas Artes del Ministerio de Cultura. En 1996, fue premiado con la Medalla de Oro de la Academia de las Artes y las Ciencias Cinematográficas de España y, en 1999, la Generalidad de Cataluña, reconociendo su trayectoria cinematográfica, le otorgó la Creu de Sant Jordi.
Un aula de la Escola Superior de Cinema i Audiovisuals de Catalunya (ESCAC-UB), lleva su nombre.

## Filmografía

### Como director
- 1948: Doce horas de vida.
- 1949: 39 cartas de amor.
- 1950: Luna de sangre.
- 1953: Hay un camino a la derecha.
- 1954: Once pares de botas.
- 1955: Familia provisional.
- 1956: El expreso de Andalucía.
- 1957: Historias de la feria.
- 1960: Altas variedades.
- 1961: Los atracadores.
- 1963: Los Tarantos.
- 1965: La dama del alba.
- 1967: El amor brujo.
- 1970: La larga agonía de los peces fuera del agua.
- 1973: No encontré rosas para mi madre.
- 1976: La espada negra.
- 1985: Crónica sentimental en rojo.

### Como productor
- 1963: Los Tarantos.
- 1965: La dama del alba.
- 1967: El amor brujo.

### Como guionista
- 1950: Luna de sangre.
- 1953: Hay un camino a la derecha.
- 1955: Familia provisional.
- 1961: Los atracadores.
- 1963: Los Tarantos.
- 1965: La dama del alba.
- 1970: La larga agonía de los peces fuera del agua. Coguionista con Joaquim Jordà.

## Premios y distinciones
Premios Óscar
| Año  | Categoría                          | Película      | Resultado |
| ---- | ---------------------------------- | ------------- | --------- |
| 1964 | Mejor película de habla no inglesa | Los Tarantos  | Nominado  |
| 1968 | Mejor película de habla no inglesa | El amor brujo | Nominado  |

### Festivales
- 1953: Festival Internacional de Cine de San Sebastián (premio a la mejor interpretación masculina a Francisco Rabal).
- 1960: Festival Internacional de Cine de Karlovy Vary (selección oficial).
- 1961: Festival Internacional de Cine de Berlín (selección oficial).
- 1963: Festival Internacional de Cine de Mar del Plata (premio a la mejor película).
- 1967: Festival de Cine de Nueva York (premio a la mejor interpretación femenina a La Polaca).

### Premios
- 1953: Premio Ciudad de Barcelona.
- 1960: Ídem. Premio San Jorge de Cine al mejor director.
- 1961: Premio Sant Jordi de Cine a la mejor película.
- 1963: Premio Ciudad de Barcelona.
- 1967: Ídem.
- 1987: Premio Extraordinario de Cinematografía de la Generalidad de Cataluña.
- 1996: Medalla de Oro de la Academia de las Artes y las Ciencias Cinematográficas de España.

### Distinciones
- 1990: Académico de honor de la Real Academia Catalana de Bellas Artes de San Jorge.
- 1994: Medalla de Oro al mérito en las Bellas Artes del Ministerio de Cultura.
- 1999: Premio Cruz de San Jorge de la Generalidad de Cataluña.